# 加舒恩
加舒恩是奥地利福拉尔贝格州布卢登茨县的一个市镇。总面积176.78平方公里，总人口1647人，人口密度9.3人/平方公里（2005年）。